# Attacus atlas
Pour les articles homonymes, voir Atlas.
Espèce
L’Atlas (Attacus atlas) est une espèce asiatique de lépidoptères de la famille des Saturniidae, souvent considérée comme le plus grand papillon du monde.
Le record du plus grand papillon a justement été battu par un Attacus atlas d'environ 30 centimètres.

## Description

### Le papillon
Originaire des forêts d'Inde, c'est l'un des plus grands papillons nocturnes du monde ; Thysania agrippina et Attacus caesar le dépassent légèrement en envergure moyenne mais sa surface alaire est bien plus faible.
La surface alaire de l'imago de l'atlas atteint 160 cm2, toutefois Coscinocera hercules le dépasse et peut donc prétendre détenir le titre de « plus grand papillon du monde ».

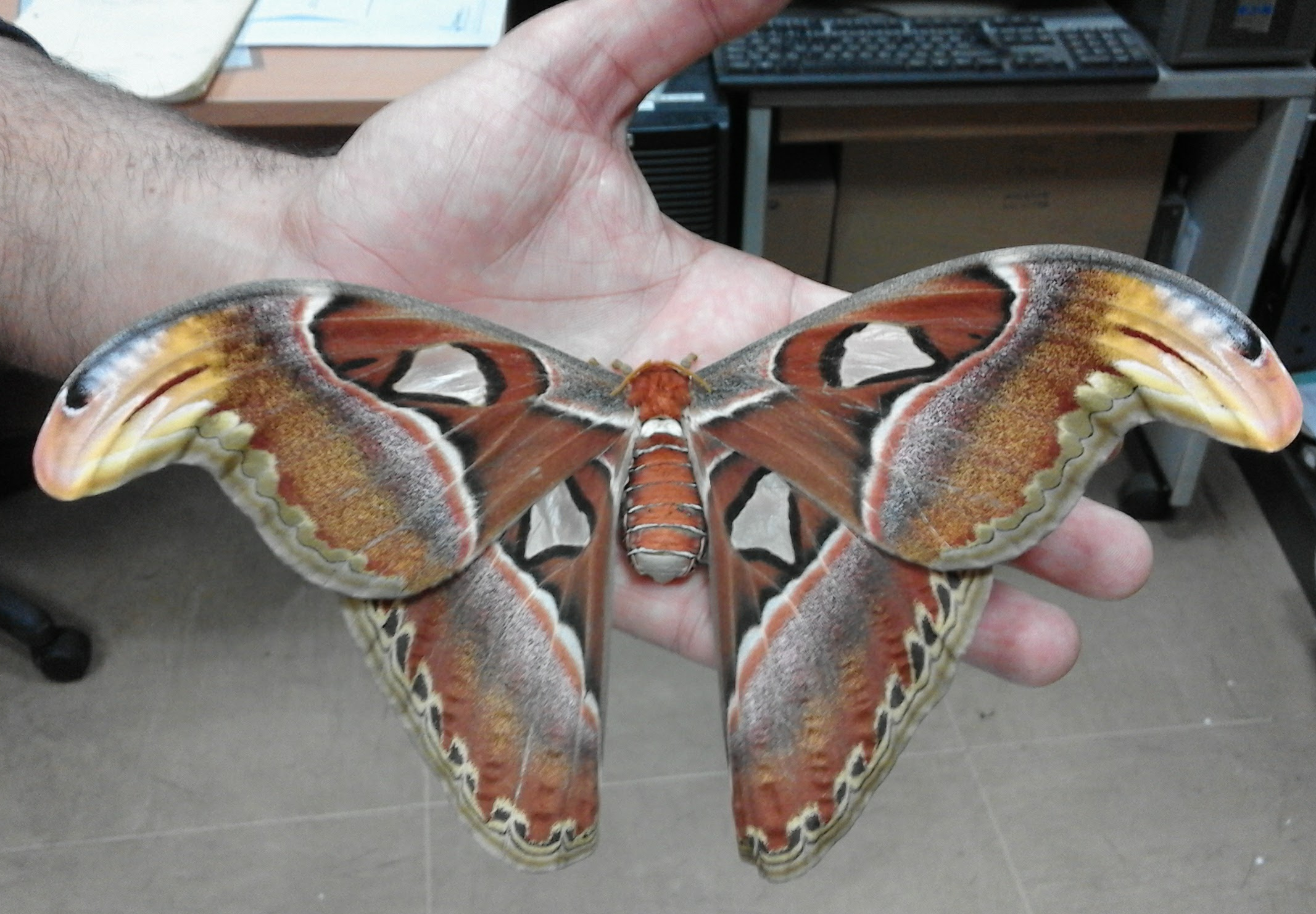
Atlas dans une main humaine.

Il mesure entre 20 et 30 cm. Ses ailes larges et musclées sont de couleur rouge, marron, brune, avec des nuances plus claires jaunes, blanches et orange, composées de deux  « fenêtres » translucides et triangulaires sur chaque paire d'ailes. De plus, l'extrémité des ailes fait penser à un serpent, ce qui lui a valu aussi le nom de Papillon cobra.

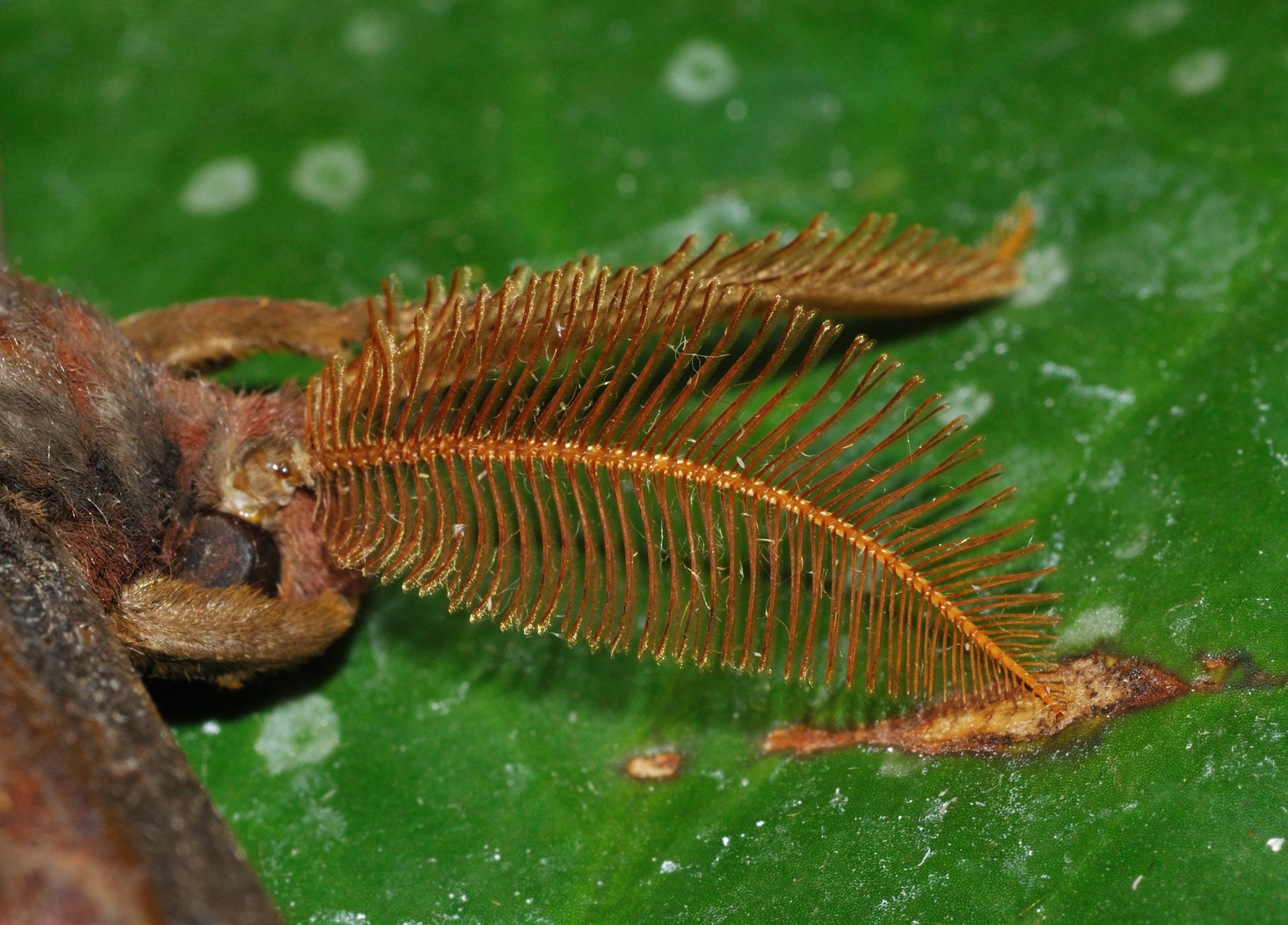
Tête d'un mâle

La femelle, plus verdâtre et plus claire que le mâle, porte comme lui deux antennes pectinées, mais plus étroites.

### La chenille
La chenille est de couleur entre le bleu, le vert et le blanc grisâtre d'aspect pruineux, aspect qui évoque pour le prédateur éventuel un débris moisi indigeste. Cette chenille se nourrit dans son pays d'origine des plantes suivantes : Nephelium lappaceum, Pittosporum tobira, Psidium guajava, Annona muricata, Excallonia macrantha, Vitex negundo... et parfois elle est considérée comme nuisible quand elle se nourrit dans les plantations de Théier (Camellia sinensis, Theaceae).
Elle peut mesurer jusqu'à 11,5 cm de long et 2.5 cm de large.
Cette chenille se nymphose dans un énorme cocon brunâtre.

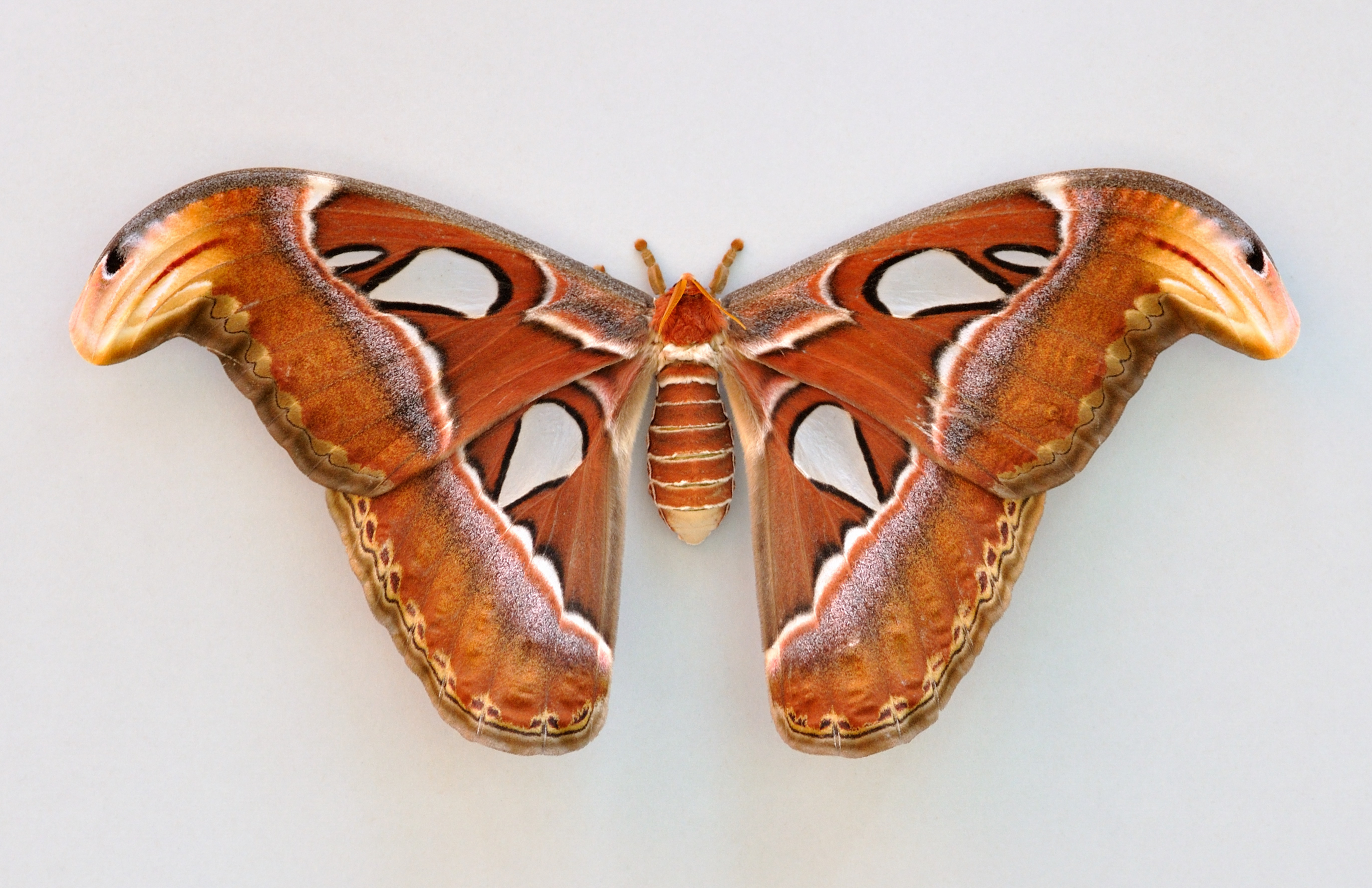
Attacus atlas - femelle
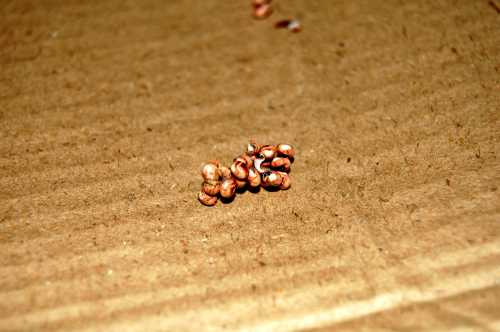
Œufs
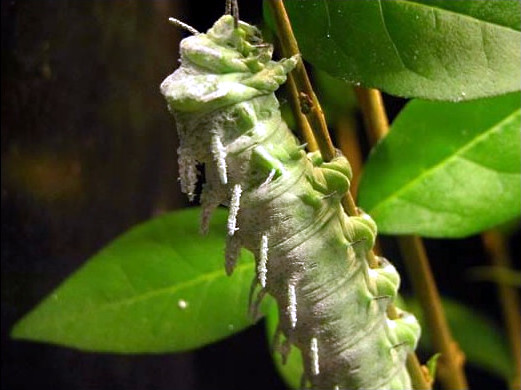
Chenille au dernier stade
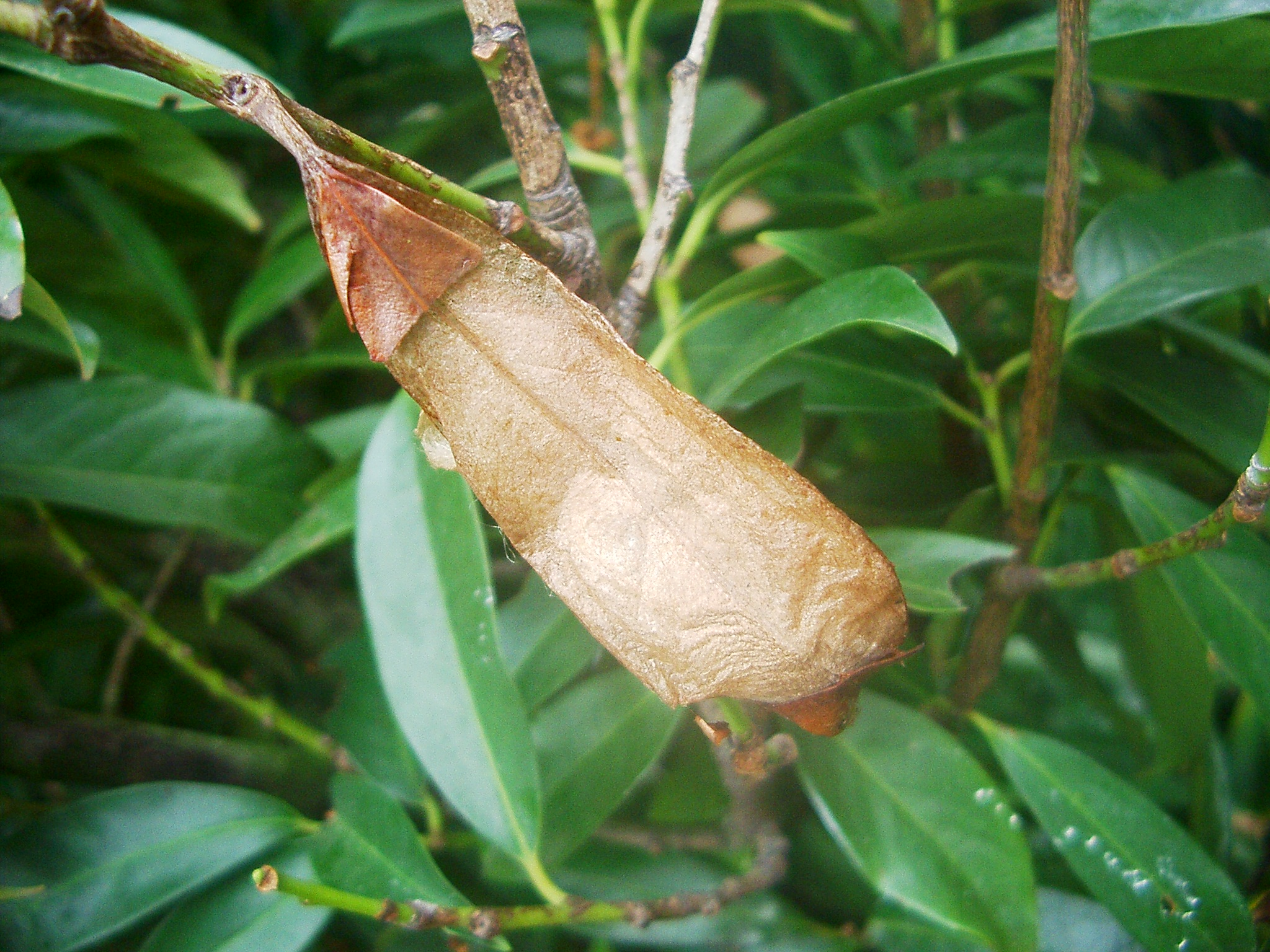
Chrysalide
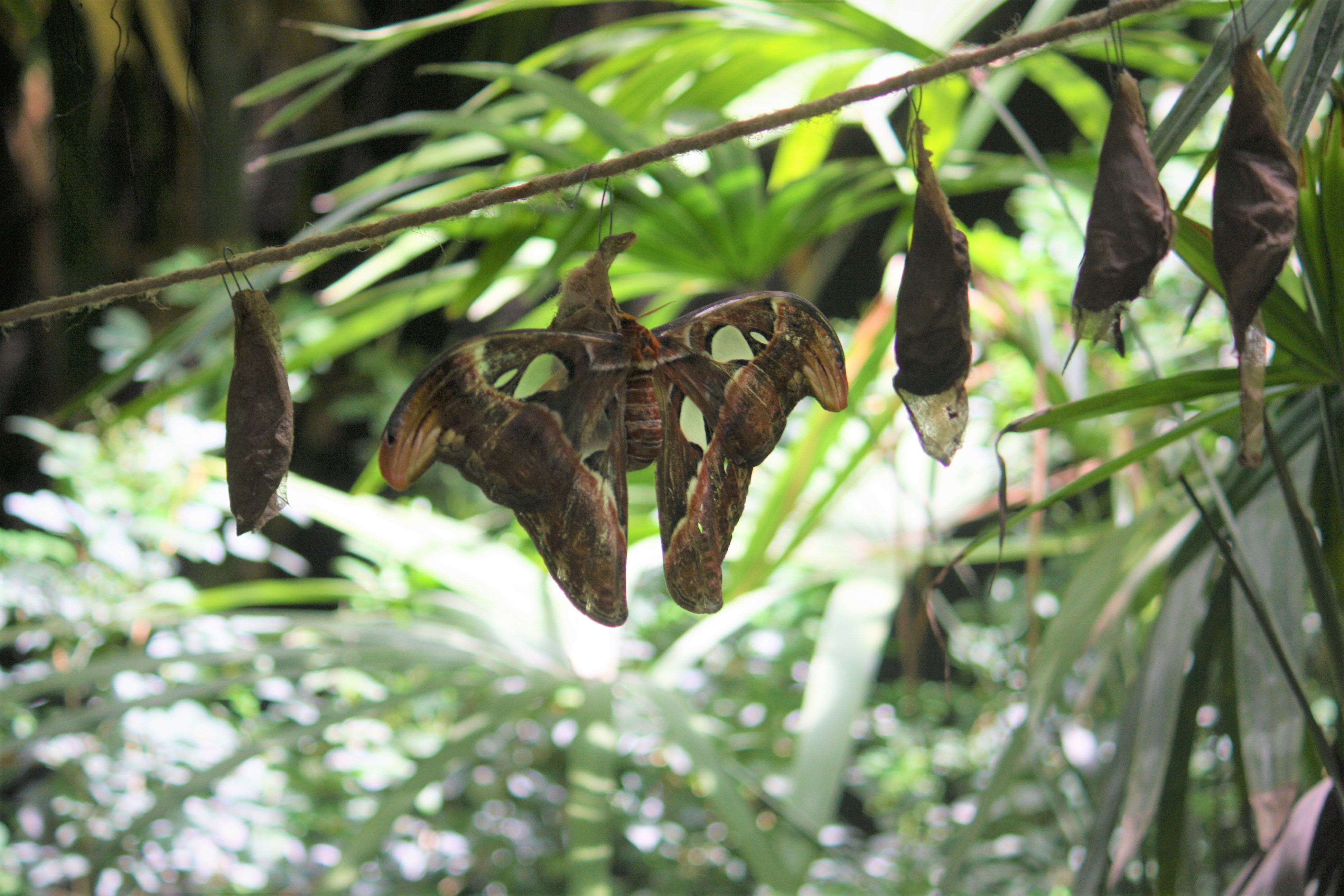
Attacus atlas sortant de son cocon

## Répartition et habitat

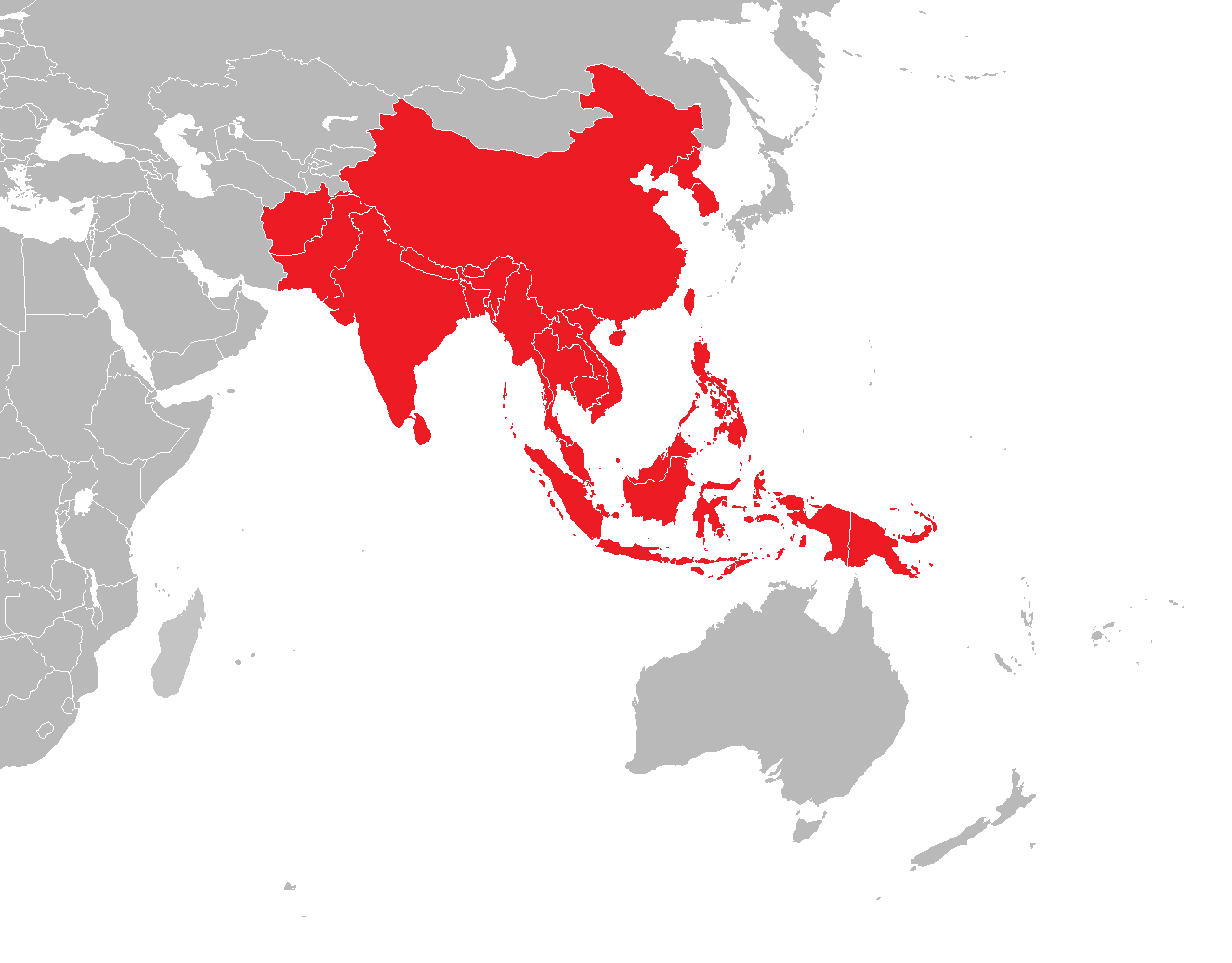
Répartition

L'atlas vit dans les forêts tropicales et les prairies alpines en Asie du Sud, en Asie du Sud-Est et en Asie de l'Est.

## Biologie
Ce papillon ne s'alimente pas car son appareil buccal est atrophié, il ne vit donc que pour se reproduire. Les mâles vivent environ 4 jours et les femelles 7 à 8 jours.

## Systématique
L'espèce Attacus atlas a été décrite par le naturaliste suédois Carl von Linné en 1758 dans la 10ème édition de Systema Naturae.

### Taxinomie
Liste des sous-espèces
- Attacus atlas atlas
- Attacus atlas ryukyuensis

## L'Atlas et l'Homme

### Élevage
En captivité, on peut aisément nourrir la chenille avec du saule et du peuplier, du troène et de l'ailante, plantes au feuillage persistant, permettant d'assurer la croissance de la larve en toute saison.

### Philatélie

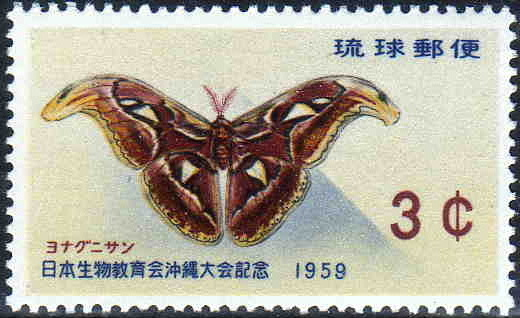
Timbre japonais représentant un papillon Atlas

Ce papillon figure sur une émission des îles Ryūkyū (occupation américaine) de 1959 (valeur faciale 3 cents) et sur une émission du Laos de 1965 (valeur faciale : 20 k).

### Dans la fiction
Dans la version des aventures de Tintin les 7 boules de cristal parue sous forme de feuilleton dans Le Soir en 1944, le professeur Hornet, conservateur du muséum d'histoire naturelle et sixième victime de la malédiction de Rascar Capac, reçoit un papillon identifié comme étant un Attacus atlas de la part de son correspondant à Java. Pourtant, celui-ci ne ressemble pas à un Attacus atlas. Hergé corrigera cette erreur dans l'album en mentionnant « espèce inconnue ».